# Marby nya kyrka
Marby nya kyrka är en kyrkobyggnad i Marby socken. Den är församlingskyrka i Västra Storsjöbygdens församling i Härnösands stift.
Marby är en av de socknar i Norrland som, i likhet med till exempel Ovikens församling, har två kyrkor, en från medeltiden och en från sekelskiftet 1800-1900. Redan 1848-49 började man planera att bygga en ny kyrka i Marby. Det var den gamla kyrkans dåliga grund, som gjorde att man såg sig tvungen bygga en ny kyrka i stället för att bygga ut den gamla.

## Kyrkobyggnaden
Kyrkan byggdes 1863-66 av byggmästaren Johan Nordell i Norrala. Kyrkan invigdes 1867. Arkitekt var Abraham R U Pettersson i Stockholm.
Kyrkan byggdes i sten och har ett rektangulärt långhus. Den har sakristia och i väster ett torn med spetsig spira. Som dekor finns tandsnittsgesims

## Inventarier
Kyrkan har sniderier av Erik Söderqvist i Oviken. Altarväggen är komponerad i empirestil med målat skenperspektiv. Frisen under trekantsgaveln är dekorerad bl.a. med ett liggande lamm, som ligger på en bok med sju sigill (insegel). Detta är en symbol för Kristus.
Predikstolen har sniderier i form av korset, kalken, kopparormen samt lagens tavlor. Detta är typiskt för nyklassicismens dekor.
Dopfunten kommer från gamla kyrkan.